# Meaux
Meaux é uma comuna francesa localizada na região administrativa da Île-de-France, no departamento Sena e Marne. A comuna possui 53 526 habitantes segundo o censo de 2014.